# カリンハル
座標: 北緯53度00分31秒 東経13度38分11秒 / 北緯53.00861度 東経13.63639度

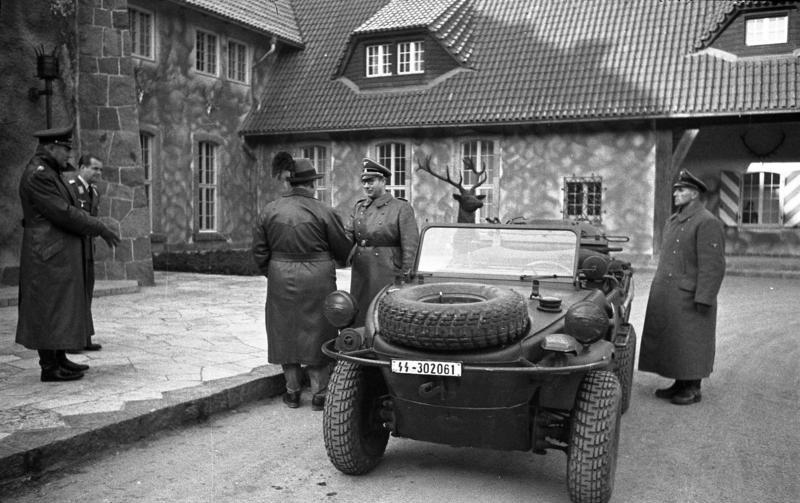
第二次世界大戦中のカリンハル。

カリンハル（ドイツ語: Carinhall）は、ドイツの政治家ヘルマン・ゲーリングがショルフハイデに建設した豪邸。その名はゲーリングの亡き先妻カリン・ゲーリングに因む。

## 歴史

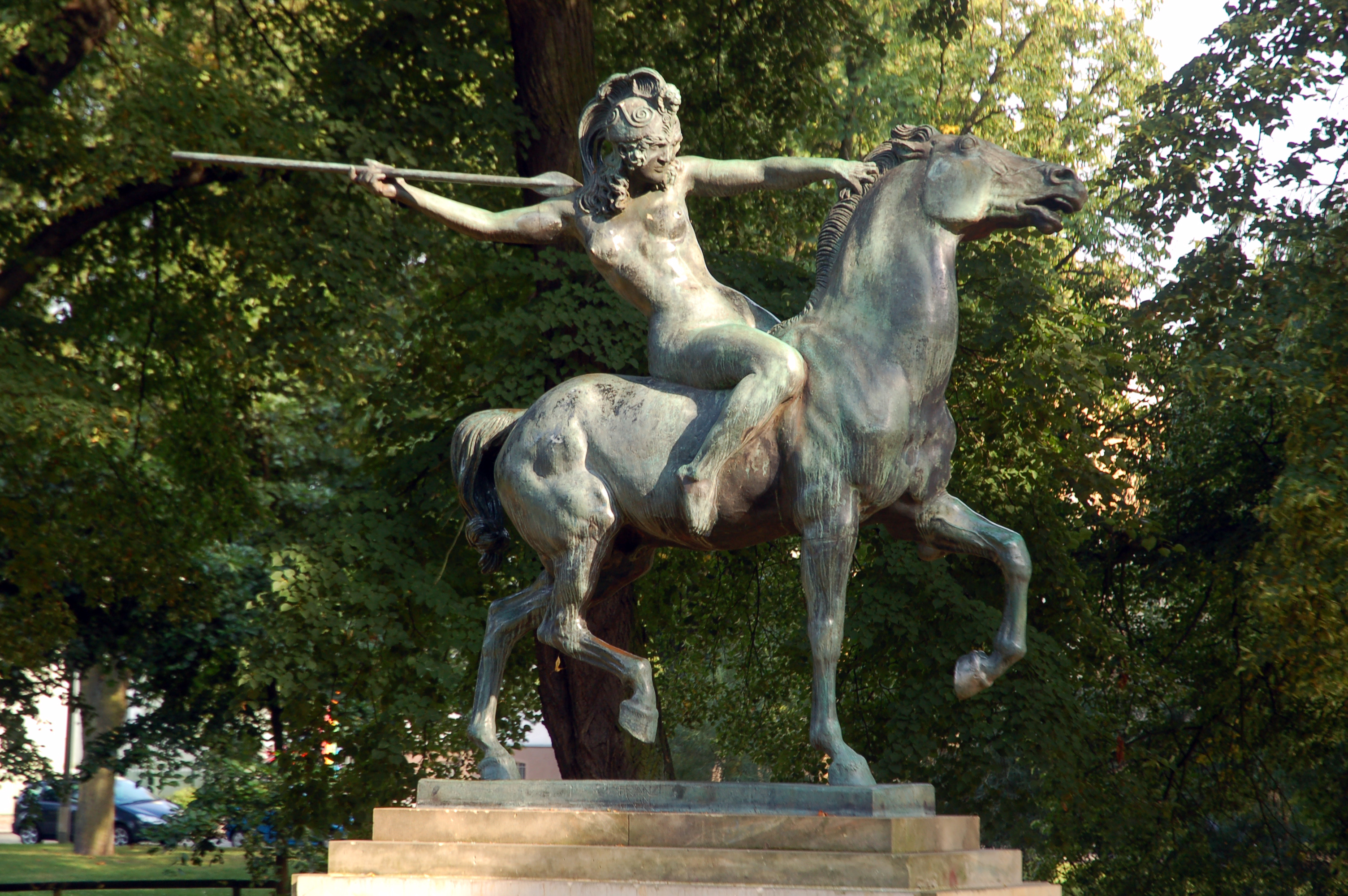
かつてカリンハルに立っていた像。

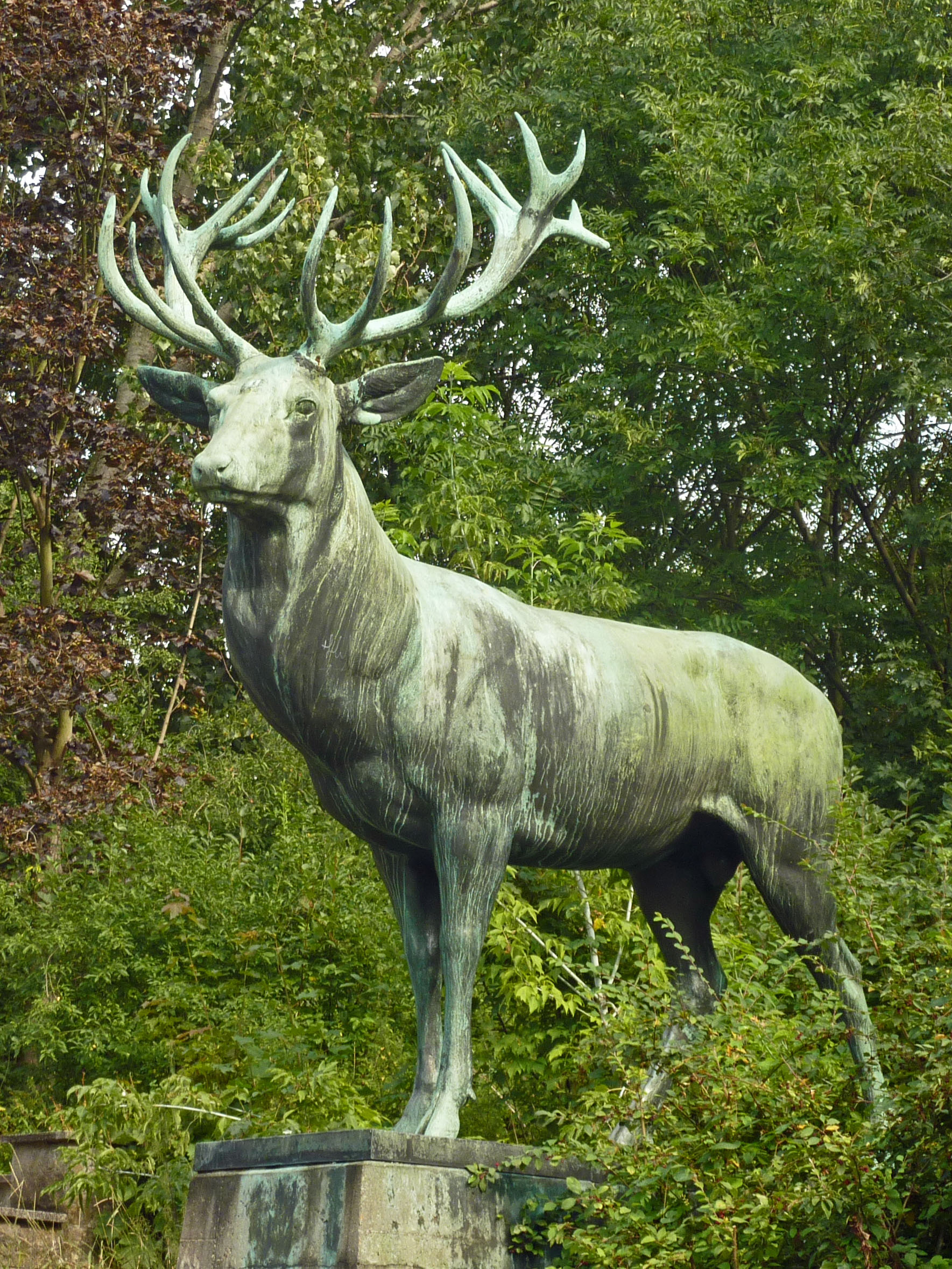
かつてカリンハルに立っていた像。

ゲーリングは森林長官・狩猟長官という立場からベルリン北東部ショルフハイデに自分の邸宅以外の建物の建設を許さない10万エーカーの自然保護地域をプロイセン州政府に用意させ、そこに唯一の建物として自分の豪邸を建設させた。その周囲は狩猟用の鳥獣の居住区であった。この邸宅は当初より彼の先妻カリンを記念する建物として計画されており、「カリンハル」と名付けられた。カリンの棺は1934年夏にスウェーデンからここへ移された。
この豪邸にはロシア式サウナ、映画館、トレーニングジム、迎賓ホールなどが設けられており、またゲーリングの趣味の一つだった巨大鉄道模型はこの邸宅に設置されていた。
ゲーリングはこの屋敷の充実に力を注いだ。ゲーリングの公式伝記作家エーリヒ・グリッツバッハはこの邸宅について次のように語った。「これこそ彼の一生の夢の実現を図ったものである。彼は長い困難な年月の間、いつもその計画の詳細を頭の中で考え続けていたがために、わずか10か月という短期間にそれが完成できたのである。」「彼は建物。それを取り巻く庭園、織物類、カーペット、ランプの取付具や壁掛け、ドアの取っ手や絵画、美術品に至るまですべて自分で計画した。」「背景は完璧であり、家の配置も申し分ない。これはすべての効果のうち最も素晴らしい点だ。どの窓から外を眺めても必ず湖か森が見え、室内で上を見上げれば、清潔な松の天井や柏の梁が見えた。家がそこに根付いているかのように思えた」。
各国の要人もこの邸宅を訪れている。ブルガリア王ボリス3世、ハンガリー王国摂政ホルティ、ギリシア王ゲオルギオス2世、イギリスのウィンザー公、日本の松岡洋右外務大臣や山下奉文将軍、アメリカのチャールズ・リンドバーグ、メルヴィン・パーヴィス、各国駐独大使などが「カリンハル」を訪問している。

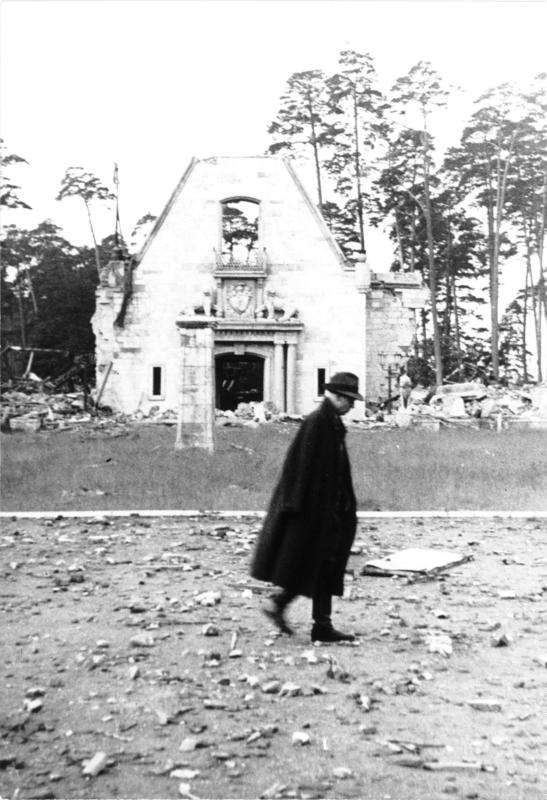
カリンハルの残骸（1947年）

敗戦直前の1945年4月29日、赤軍による略奪を防ぐため、邸内の美術品などを持ち出してベルヒテスガーデンの別荘に避難させたうえで、空軍の工兵により爆破された。現在は門柱、邸宅の基礎、装飾用の石材などが残るのみで、破壊を免れた銅像はエーベルスヴァルデに移築された。